# Miguel Ángel Lotina
Miguel Ángel Lotina Oruechebarría (Meñaka, 18 juni 1957) is een Spaans voetbaltrainer en voormalig voetballer. Sinds februari 2019 is hij trainer van Cerezo Osaka.

## Spelerscarrière
Nadat hij voor enkele lokale clubs speelde maakte Lotina in 1981 de overstap naar CD Castellón, dat toen in de Primera División uitkwam. De club degradeerde na één seizoen, maar Lotina bleef de club trouw. Pas in 1983 keerde hij terug naar CD Logroñés, waarmee hij in 1984 naar de Segunda División A promoveerde. Lotina sloot er in 1988 zijn spelerscarrière af

## Trainerscarrière

### Start bij Logroñés
Lotina begon zijn trainerscarrière bij de jeugd van CD Logroñés, waar hij zijn spelerscarrière had afgesloten. Geleidelijk aan klom hij hogerop: in 1990 werd hij trainer van het B-elftal van de club, dat hij van de Tercera División naar de Segunda División B leidde. In het seizoen 1992/93 viel hij ook kort in als trainer van het eerste elftal. Logroñés verloor deze wedstrijd met 0-3 van Deportivo La Coruña.

### Numancia
In 1993 ging Lotina zijn eigen weg en werd hij trainer van CD Numancia, dat toen uitkwam in de Segunda División B. De club uit Castilië en León begon bij de komst van Lotina aan zijn vijfde seizoen op rij in deze reeks. Numancia, dat in die periode nooit hoger dan achtste was geëindigd, eindigde in het eerste seizoen onder Lotina meteen derde, waardoor het zich plaatste voor de promotie-playoffs. Daarin eindigde het derde in een groep van vier clubs. Het seizoen daarop eindigde Numancia zelfs tweede, waardoor het zich opnieuw plaatste voor de play-offs. Ditmaal verzamelde het slechts één punt minder dan de winnaar van de eindronde, Écija Balompié. In het derde seizoen onder Lotina eindigde Numancia achtste, waardoor het zich niet plaatste voor de play-offs. De club deed het dat seizoen wél goed in de Copa del Rey: het schakelde met Real Sociedad, Racing Santander en Sporting Gijón drie eersteklassers uit, om vervolgens pas in de kwartfinale uitgeschakeld te worden door FC Barcelona met een totaalscore van 3-5.

### Twee promoties op rij
Lotina begon het seizoen 1996/97 als trainer van Logroñés, maar eind oktober werd hij er ontslagen. Logroñés zou dat seizoen laatste eindigen in de Primera División en nooit meer terugkeren. Lotina ging daarop aan de slag in de Segunda División A bij achtereenvolgens CD Badajoz, CD Numancia en CA Osasuna. In 1999 leidde hij Numancia voor het eerst in de clubgeschiedenis naar de Primera División. Lotina promoveerde echter niet mee: hij werd trainer van Osasuna, dat hij in 2000 eveneens naar de Spaanse hoogste divisie bracht. Ditmaal bleef hij ook na de promotie aan. Onder Lotina werd Osasuna achtereenvolgens 15e en 17e in het eindklassement.

### Celta de Vigo
Na twee seizoenen in de Primera División met Osasuna maakte Lotina de overstap naar Celta de Vigo, dat het seizoen daarvoor vijfde was geëindigd. Met onder andere José Manuel Pinto, Sylvinho, Juanfran, Aleksandr Mostovoj en Benni McCarthy in de selectie deed Lotina het in zijn debuutseizoen bij Celta meteen beter door vierde te eindigen – een evenaring van het clubrecord uit 1948. Een paar maanden later loodste hij Celta doorheen de Champions League-kwalificatiewedstrijden tegen Slavia Praag, waardoor de club voor het eerst in de geschiedenis de groepsfase van het kampioenenbal haalde. In een groep met AC Milan, Ajax Amsterdam en Club Brugge eindigden de Celtiñas knap tweede, met dank aan de 1-2-zege tegen Milan op de laatste speeldag. In de achtste finale was Arsenal FC tweemaal te sterk.
De goede Europese campagne kostte Celta evenwel punten in de competitie. De Galicische club bleef quasi het hele seizoen in de onderste regionen hangen. Op 26 januari 2004 werd Lotina ontslagen bij Celta, dat enkele maanden later naar de Segunda División A degradeerde.

### Espanyol
In de zomer van 2004 werd Lotina de nieuwe trainer van RCD Espanyol. Met spelers als Carlos Kameni, Iván de la Peña, Mauricio Pochettino en José Emilio Amavisca eindigde hij in zijn eerste seizoen vijfde in de Primera División. Het seizoen daarop eindigde Espanyol slechts vijftiende in de competitie, maar won het wel de Copa del Rey nadat het in de finale met 4-1 won van Real Zaragoza. Espanyol overleefde dat seizoen in de UEFA Cup ook een groep met Brøndby IF, Lokomotiv Moskou, Maccabi Petah Tikva en Palermo, maar vloog er in de volgende ronde uit tegen Schalke 04 dat uit de Champions League kwam. Nadat hij het behoud met Espanyol had verzekerd, stapte Lotina in mei 2006 op als trainer van Los Pericos. Zijn opvolger Ernesto Valverde, bereikte het seizoen daarop de finale van de UEFA Cup.

### Real Sociedad
In oktober 2006 keerde Lotina terug naar zijn geboortestreek, het Baskenland, om trainer te worden van Real Sociedad. Onder trainer José Bakero stond Sociedad na zeven speeldagen op de laatste plaats. Lotina slaagde er geen enkele keer in om Sociedad van een degradatieplaats te houden, waardoor de club op het einde van het seizoen voor het eerst in 40 jaar uit de Spaanse hoogste divisie degradeerde. 

### Deportivo La Coruña
Na zijn roemloze aftocht bij Sociedad keerde Lotina terug naar Galicië, waar hij eerder al succesvol was bij Celta de Vigo. Ditmaal werd hij trainer van Deportivo La Coruña. Het eerste seizoen van Lotina bij Deportivo kende hoogtes en laagtes: na een aarzelende start zakte Deportivo helemaal in, waardoor het op speeldag 25 nog op een degradatieplaats stond. De 2-0-zege tegen RCD Espanyol op die 25e speeldag was evenwel het begin van een remonte waarin Deportivo 25 op 30 pakte, inclusief thuiszeges tegen Real Madrid en FC Barcelona. Deportivo sloot het seizoen af met drie nederlagen in de vier laatste wedstrijden, maar toch plaatste het zich dankzij die knappe remonte nog voor de Intertoto Cup.
Deportivo kampte tijdens de ambtstermijn van Lotina met financiële problemen. In de zomer van 2008 werden sterkhouders Fabricio Coloccini en Xisco verkocht aan Newcastle United om de kas te spijzen. Lotina leidde Deportivo desondanks naar een verdienstelijke zevende plek in de competitie, en in Europa stroomde de club via de Intertoto Cup door naar de UEFA Cup waar het de knock-outfase bereikte. Door de beperkte versterking van de selectie vanwege de financiële problemen eindigde Deportivo in het seizoen 2009/10 slechts tiende in de competitie. De problemen trokken zich door naar het seizoen 2010/11, waarin Deportivo pas op de negende speeldag voor het eerst kon winnen. De club maakte die achterstand niet meer goed, hoewel het op vijf speeldagen voor het einde nog dertiende stond. Deportivo degradeerde na 20 seizoenen uit de Primera División, die het in 2000 nog gewonnen had.

### Villarreal
Op 19 maart 2012 vond Lotina met Villarreal CF een nieuwe werkgever. Lotina was al de derde trainer van het seizoen bij de club uit Castellón, na Juan Carlos Garrido en José Francisco Molina. Bij zijn komst stond Villarreal zeventiende, één plek boven de degradatiestreep. In zijn debuutwedstrijd sleepte Lotina een 1-1-gelijkspel tegen Real Madrid uit de brand en de speeldag daarop won Villarreal zelfs met 0-2 bij Rayo Vallecano. Lotina leek lang op weg om Villarreal te redden, maar op de laatste wedstrijd tegen Atlético Madrid scoorde Radamel Falcao in de 88e minuut het enige doelpunt van de wedstrijd, waardoor Villarreal één punt te kort kwam om zich te handhaven.

### Al-Shahania
Na een korte passage bij het Cypriotische Omonia Nicosia – vijf competitiewedstrijden in het voorjaar, waarin hij 5 op 15 pakte – werd Lotina in juni 2014 trainer van Al-Shahania SC in Qatar. Al-Shahania, dat net gepromoveerd was naar de Qatari League, zette Lotina na drie maanden echter al aan de deur. Een jaar later werd Lotina echter teruggehaald bij de club, die inmiddels naar de Qatarese tweede divisie was gedegradeerd. Lotina leidde de club na één seizoen weer naar de hoogste divisie.

### Japan
In november 2016 kondigde de Japanse tweedeklasser Tokyo Verdy aan dat Lotina vanaf 2017 hun nieuwe coach zou worden. Lotina parkeerde de club meteen op een vijfde plaats in de J2 League die recht gaf op een ticket voor de promotie-playoffs. Tokyo Verdy werd hierin echter meteen uitgeschakeld door Avispa Fukuoka. Een jaar later plaatste Tokyo Verdy zich na een zesde plaats weer voor de play-offs, maar ditmaal ging het in de finale mis tegen Júbilo Iwata.
Op 14 december 2018 kondigde eersteklasser Cerezo Osaka aan dat Lotina in 2019 bij hen aan de slag zou gaan.